# Ctenophilothis chobauti
Ctenophilothis chobauti är en skalbaggsart som först beskrevs av André Théry 1900.  Ctenophilothis chobauti ingår i släktet Ctenophilothis och familjen stumpbaggar. Inga underarter finns listade i Catalogue of Life.